# Декан Фрідріх Адольфович
Фрі́дріх Адо́льфович Дека́н (нар. ? — пом. ?) — український педагог, статський радник.

## Життєпис

### Трудова діяльність
У джерелах стосовно державної служби починає згадуватися у 1882-1883 навчальному році як викладач французької мови без чину у Київському інституті шляхетних дівчат.
У 1884-1892 навчальному році працює як викладач французької мови у Київському реальному училищі.
У місті Златополі працює викладачем французької мови чоловічої гімназії у 1892-1894 навчальних роках у чині надвірний радник, у 1894-1896 навчальних роках у чині колезький радник, у 1896-1908 навчальних роках у чині статський радник.

## Зазначення
1. ↑  Адрес-Календарь. Общая Роспись начальствующих и прочих должностных лиц в Российской Империи на 1883 год. Часть 1 и 2. Ч. 1 С. 675 [Архівовано 22 жовтня 2016 у Wayback Machine.](рос. дореф.)
2. ↑  Адрес-Календарь. Общая Роспись начальствующих и прочих должностных лиц в Российской Империи на 1885 год. Часть 1 и 2. Ч. 1 С. 415 [Архівовано 22 жовтня 2016 у Wayback Machine.](рос. дореф.)
3. ↑  Адрес-Календарь. Общая Роспись начальствующих и прочих должностных лиц в Российской Империи на 1886 год. Часть 1 и 2. Ч. 1 С. 412 [Архівовано 22 жовтня 2016 у Wayback Machine.](рос. дореф.)
4. ↑  Адрес-Календарь. Общая Роспись начальствующих и прочих должностных лиц в Российской Империи на 1887 год. Часть 1 и 2. Ч. 1 С. 408 [Архівовано 22 жовтня 2016 у Wayback Machine.](рос. дореф.)
5. ↑  1888. Адрес-Календарь. Общая роспись начальствующих и прочих должностных лиц по всем управлениям в Российской Империи, часть 1 и 2. Ч. 1 С. 407 [Архівовано 22 жовтня 2016 у Wayback Machine.](рос. дореф.)
6. ↑  1889. Адрес-календарь. Общая роспись начальствующих и прочих должностных лиц по всем управлениям в Российской Империи, часть 1 и 2. Ч. 1 С. 401 [Архівовано 22 жовтня 2016 у Wayback Machine.](рос. дореф.)
7. ↑  Адрес-календарь Российской Империи. (часть 1 и 2). Ч. 1 С. 400 [Архівовано 10 квітня 2011 у Wayback Machine.](рос. дореф.)
8. ↑  Адрес-календарь. Общая роспись начальствующих и прочих должностных лиц по всем управлениям в Российской Империи, часть 1 и 2. Ч. 1 С. 397 [Архівовано 22 жовтня 2016 у Wayback Machine.](рос. дореф.)
9. ↑  Адрес-календарь. Общая роспись начальствующих и прочих должностных лиц по всем управлениям в Российской Империи на 1892 год, часть 1 и 2. Ч. 1 С. 388 [Архівовано 22 жовтня 2016 у Wayback Machine.](рос. дореф.)
10. ↑  Адрес-календарь. Общая роспись начальствующих и прочих должностных лиц по всем управлениям в Российской Империи на 1893 год, часть 1 и 2. Ч. 1 С. 519 [Архівовано 22 жовтня 2016 у Wayback Machine.](рос. дореф.)
11. ↑  Адрес-Календарь. Общая Роспись начальствующих и прочих должностных лиц по всем управлениям в Российской Империи на 1894 год. Часть 1 и 2. Ч. 1 С. 523 [Архівовано 22 жовтня 2016 у Wayback Machine.](рос. дореф.)
12. ↑  Адрес-Календарь. Общая Роспись начальствующих и прочих должностных лиц по всем управлениям в Российской Империи на 1895 год. Часть 1 и 2. Ч. 1 С. 535 [Архівовано 2 лютого 2017 у Wayback Machine.](рос. дореф.)
13. ↑  Адрес-Календарь. Общая Роспись начальствующих и прочих должностных лиц по всем управлениям в Российской Империи на 1896 год. Часть 1 и 2. Ч. 1 С. 544 [Архівовано 20 грудня 2016 у Wayback Machine.](рос. дореф.)
14. ↑  Памятная книжка Киевской губернии на 1897 год. С. 235 [Архівовано 26 лютого 2015 у Wayback Machine.](рос. дореф.)
15. ↑  Памятная книжка Киевской губернии на 1899 год. 17-й год. С. 210 [Архівовано 5 листопада 2016 у Wayback Machine.](рос. дореф.)
16. ↑  Памятная книжка Киевской губернии на 1900 год., 18-й год. С. 369 [Архівовано 5 листопада 2016 у Wayback Machine.](рос. дореф.)
17. ↑  Памятная книжка Киевской губернии на 1901 год. С. 450 [Архівовано 5 листопада 2016 у Wayback Machine.](рос. дореф.)
18. ↑  Памятная книжка Киевской губернии на 1902 год. С. 356 [Архівовано 3 листопада 2016 у Wayback Machine.](рос. дореф.)
19. ↑  Памятная книжка Киевской губернии на 1903 год. С. 193 [Архівовано 3 листопада 2016 у Wayback Machine.](рос. дореф.)
20. ↑  Памятная книжка Киевской губернии на 1904 год. С. 223 [Архівовано 3 листопада 2016 у Wayback Machine.](рос. дореф.)
21. ↑  Памятная книжка Киевской губернии на 1905 год. С. 236 [Архівовано 3 листопада 2016 у Wayback Machine.](рос. дореф.)
22. ↑  Памятная книжка Киевской губернии на 1906 год. С. 56. [Архівовано 3 листопада 2016 у Wayback Machine.](рос. дореф.)
23. ↑  Памятная книжка Киевской губернии на 1907 год. С. 173. [Архівовано 18 квітня 2017 у Wayback Machine.](рос. дореф.)
24. ↑  Памятная книжка Киевской губернии на 1908 год. С приложением Адрес-Календаря губернии. С. 209. [Архівовано 5 листопада 2016 у Wayback Machine.](рос. дореф.)